# Avenue Bourgain
Ne pas confondre avec l'avenue Léon-Bourgain de Courbevoie.
L'avenue Bourgain est une voie de circulation d'Issy-les-Moulineaux.

## Situation et accès
L'avenue Bourgain commence son tracé place du Président-Kennedy, approximativement dans l'axe du boulevard Rodin, et se termine au droit de l'avenue Victor-Cresson. Elle est desservie par la gare d'Issy.

## Origine du nom
Anciennement appelée rue Bourgain, cette voie de communication porte le nom d'un bienfaiteur de la commune. Le legs Bourgain fit en effet, par testament du 16 septembre 1846, bénéficier le bureau de Bienfaisance d'une rente perpétuelle de 500 francs. L'acceptation en fut autorisée par ordonnance royale du 26 décembre 1847, malgré réclamation des héritiers.

## Historique
Depuis 1923, une forte communauté arménienne s'est implantée dans cette avenue et ses alentours.

## Bâtiments remarquables et lieux de mémoire
- Église apostolique arménienne Sainte-Marie-Mère-de-Dieu, ouverte en 1975[3].
- Église Évangélique Arménienne de Paris Issy-les-Moulineaux [4].
- Maison de la Culture Arménienne d'Issy-les-Moulineaux, ouverte en 2012[5].